# 紫萼石头花
紫萼石头花（学名：Gypsophila patrinii）为石竹科石头花属的植物。分布于蒙古、哈萨克斯坦、俄罗斯以及中国大陆的宁夏、青海、新疆、甘肃等地，生长于海拔550米至3,400米的地区，见于岩缝、石质山坡、山坡草地、戈壁或沙地，目前尚未由人工引种栽培。

## 别名
巴氏霞草（拉汉种子植物名称） 沙地丝石竹（新疆植物检索表）